# Suco de caju
Suco de caju é uma bebida feita com caju. Devido à refrescância e hidratação que proporciona, é ideal para ser ingerida nos dias quentes. É comum encontrar em lojas supermercados brasileiros o extrato da fruta, sendo que o suco em si é preparado pelo consumidor, adicionando uma proporção de água, açúcar ou adoçantes. O suco de caju é fonte de vitamina C e ferro.
O suco de caju é feito principalmente na região nordeste, pois lá tem a maior concentração de plantações de caju do Brasil. Ele se popularizou no século XIX que por causa da seca os habitantes começaram a prepara-lo e nisso começou a atrair pessoas de fora da região para provar já que naquela época o caju só era plantado no nordeste, mas no inicio do século XX os comerciantes começaram a plantar nas regiões norte de sudeste e então agora é exportado para o mundo todo.